# 2009-es kazak labdarúgó-bajnokság (első osztály)
A 2009-es kazak labdarúgó-bajnokság első osztályának küzdelmei 18. alkalommal kerültek kiírásra. A pontvadászat 2009. március 7-én kezdődött és 2009. november 2-án ért véget. Az Aktöbe FK csapata megvédte címét, és sorozatban harmadszor lett bajnok.

## A bajnokság rendszere és a nemzetközikupa-indulók
A bajnokság körmérkőzéses, oda-visszavágós tavaszi–őszi-rendszerben, 14 csapat részvételével zajlik. A bajnokság győztese a 2010–2011-es UEFA-bajnokok ligája 2., míg az ezüstérmes és bronzérmes csapat a 2010–2011-es Európa-liga 1. selejtezőkörében kapcsolódik be a nemzetközi kupák vérkeringésébe. A kazakkupa-győztes a 2010–2011-es Európa-liga 2. selejtezőkörében jogosult indulni.
A bajnokság utolsó három helyén végzett csapata kiesik a másodosztályba, míg a 11. helyezett osztályozó mérkőzést köteles játszani a bennmaradásért.

## Távlati tervek
A Kazak labdarúgó-szövetség 2009. március 20-án úgy határozott, hogy a jelenlegi 14 csapat helyett csak 12 csapattal rendezi meg a 2010-es első osztályú bajnokságot, ezért az utolsó három helyen végzett csapat kiesik a másodosztályba, a 11. helyezett csapat pedig osztályozó mérkőzést játszik a másodosztály 2. helyezett csapatával. Az élvonalba a másodosztály győztese egyenes ágon kerülhet majd.

## Részt vevő csapatok, stadionok
| Csapat            | Város       | Stadion                         | Befogadóképesség |
| ----------------- | ----------- | ------------------------------- | ---------------- |
| Aktöbe            | Aktöbe      | Központi Stadion                | 13 500           |
| Atirau            | Atirau      | Munajsi Stadion                 | 08 660           |
| Jertisz Pavlodar  | Pavlodar    | Központi Stadion                | 15 000           |
| Kajszar Kizilorda | Kizilorda   | Gani Muratbajev Stadion         | 07 300           |
| Kazakmisz         | Szetpajev   | Kazakmisz Stadion               | 02 300           |
| Kizilzsar         | Petropavl   | Avangard Stadion                | 11 000           |
| Lokomotiv Asztana | Asztana     | Kazsimukan Munaitpaszov Stadion | 12 350           |
| Okzsetpesz        | Köksetau    | Torpedo Stadion                 | 06 000           |
| Ordabaszi         | Simkent     | Kazsimukan Munaitpaszov Stadion | 37 000           |
| Sahter Karagandi  | Karagandi   | Sahter Stadion                  | 19 000           |
| Taraz             | Taraz       | Központi Stadion                | 12 525           |
| Tobil Kosztanaj   | Kosztanaj   | Központi Stadion                | 08 323           |
| Vosztok Öszkemen  | Öszkemen    | Vosztok Stadion                 | 08 500           |
| Zsetiszu          | Taldikorgan | Zsetiszu Stadion                | 04 000           |

## A bajnokság végeredménye
| #   | Csapat                | M  | GY | D | V  | G+ – G– | GK  | P   | Megjegyzések                                   |
| --- | --------------------- | -- | -- | - | -- | ------- | --- | --- | ---------------------------------------------- |
| 1.  | AktöbeCV (B)          | 26 | 21 | 2 | 3  | 65–19   | +46 | 65  | 2010–2011-es Bajnokok Ligája – 2. selejtezőkör |
| 2.  | Lokomotiv Asztana     | 26 | 20 | 0 | 6  | 54–24   | +30 | 60  |                                                |
| 3.  | Sahter Karagandi      | 26 | 18 | 3 | 5  | 50–18   | +32 | 57  | 2010–2011-es Európa-liga – 1. selejtezőkör5    |
| 4.  | Tobil                 | 26 | 14 | 9 | 3  | 54–23   | +31 | 51  | 2010–2011-es Európa-liga – 1. selejtezőkör5    |
| 5.  | Zsetiszu              | 26 | 13 | 5 | 8  | 33–26   | +7  | 44  |                                                |
| 6.  | Atirau                | 26 | 11 | 7 | 8  | 37–29   | +8  | 40  | 2010–2011-es Európa-liga – 2. selejtezőkör1    |
| 7.  | Ordabaszi             | 26 | 10 | 6 | 10 | 33–30   | +3  | 36  |                                                |
| 8.  | TarazÚ                | 26 | 9  | 6 | 11 | 37–36   | +1  | 33  |                                                |
| 9.  | Jertisz Pavlodar      | 26 | 8  | 5 | 13 | 24–31   | −7  | 29  |                                                |
| 10. | Vosztok Öszkemen (K)  | 26 | 7  | 5 | 14 | 32–56   | −24 | 232 | Másodosztály                                   |
| 11. | Okzsetpesz            | 26 | 6  | 4 | 16 | 22–48   | −26 | 22  | Osztályozó                                     |
| 12. | KazakmiszÚ (K)        | 26 | 7  | 3 | 16 | 32–61   | −29 | 212 | Másodosztály4                                  |
| 13. | Kajszar Kizilorda (K) | 26 | 3  | 5 | 18 | 15–45   | −30 | 14  | Másodosztály4                                  |
| 14. | Kizilzsar (K)         | 26 | 3  | 4 | 19 | 14–56   | −42 | 63  | Másodosztály4                                  |

Utolsó frissítés: 2009. november 2. 
Forrás: kff.kz (oroszul) 
A rangsorolás alapszabályai: 1. összpontszám, 2. győzelmek száma, 3. gólkülönbség, 4. több lőtt gól.
1Az Atirau FK nyerte a kazak kupát, így a 2010–2011-es Európa-liga 2. selejtezőkörében indulhat.
2A Vosztok Öszkemen és a Kazakmisz csapataitól 3-3 pontot levontak, mivel kifizetlen számláik maradtak a Kazak labdarúgó-szövetség felé.
3A Kizilzsar csapatától előbb 3, később újabb 4 pontot (összesen 7 pontot) vontak le, mivel a kifizetlen számlái maradtak a Kazak labdarúgó-szövetség felé.
4A Vosztok Öszkemen csapatát kizárták, mivel az utolsó határidőig sem tudta rendezni számláit a Kazak labdarúgó-szövetség felé. Az osztályozót elbukó Okzsetpesz így megőrizhette első osztálybeli tagságát.
5A Lokomotiv Asztana nem kapott UEFA-licencet, így a bajnokság 3., és 4. helyezettje indulhatott a 2010–2011-es Európa-liga 1. selejtezőkörében.
(B): Bajnokcsapat, (K): Kieső csapat, (F): Feljutó csapat, (I): Kupainduló, (R): A rájátszás győztese, (KGY): Kupagyőztes

### Osztályzó mérkőzés
| 2009. november 8. 14.00 |

| Okzsetpesz | 2–3 | Akzsajik |
| ---------- | --- | -------- |
|            |     |          |

| KazEU Stadion, Almati |

A 2010-es szezonban az Akzsajik FK csapata az élvonalban folytatja. Mivel kifizetetlen számlái miatt a Kazak labdarúgó-szövetség kizárta a Vosztok Öszkemen csapatát, ezért az Okzsetpesz megtarthatta első osztálybeli tagságát.

## Kereszttábla
| Hazai \ Vendég1   | AKT | ATI | JER | KAJ | KAZ | KIZ | LOK | OKZ | ORD | SAH | TAR | TOB | VOS | ZSE |
| Aktöbe            |     | 2–1 | 3–1 | 3–1 | 4–0 | 6–1 | 0–1 | 1–2 | 1–0 | 2–1 | 2–1 | 5–2 | 4–0 | 1–1 |
| Atirau            | 1–0 |     | 2–0 | 3–2 | 2–1 | 4–1 | 1–2 | 2–0 | 0–0 | 2–0 | 1–1 | 2–2 | 4–2 | 0–2 |
| Jertisz Pavlodar  | 1–2 | 1–0 |     | 1–0 | 0–2 | 1–0 | 0–1 | 1–0 | 1–2 | 1–1 | 0–0 | 1–2 | 1–1 | 0–2 |
| Kajszar Kizilorda | 0–1 | 1–1 | 0–1 |     | 0–2 | 0–1 | 0–4 | 2–1 | 1–1 | 0–3 | 0–2 | 1–1 | 0–2 | 2–3 |
| Kazakmisz         | 2–4 | 1–2 | 2–1 | 1–1 |     | 1–1 | 3–4 | 1–4 | 1–4 | 1–5 | 1–0 | 0–1 | 3–2 | 2–2 |
| Kizilzsar         | 0–1 | 1–0 | 0–3 | 1–1 | 0–2 |     | 0–2 | 0–0 | 0–1 | 0–1 | 1–2 | 0–7 | 4–1 | 1–4 |
| Lokomotiv Asztana | 0–2 | 2–1 | 2–0 | 3–0 | 3–0 | 1–0 |     | 2–1 | 3–1 | 1–2 | 4–1 | 4–0 | 3–2 | 1–0 |
| Okzsetpesz        | 1–7 | 0–1 | 1–4 | 0–1 | 3–1 | 0–0 | 1–5 |     | 1–2 | 0–5 | 2–2 | 1–1 | 1–0 | 1–0 |
| Ordabaszi         | 1–2 | 1–3 | 2–0 | 2–0 | 1–2 | 1–0 | 1–0 | 4–0 |     | 0–2 | 1–4 | 1–1 | 1–1 | 0–0 |
| Sahter Karagandi  | 0–3 | 2–0 | 1–0 | 2–0 | 3–1 | 2–1 | 4–2 | 2–0 | 3–0 |     | 1–0 | 1–1 | 5–0 | 1–0 |
| Taraz             | 1–3 | 1–1 | 1–1 | 2–1 | 5–0 | 5–0 | 1–2 | 0–1 | 0–5 | 1–0 |     | 0–1 | 2–2 | 2–1 |
| Tobil Kosztanaj   | 0–0 | 0–0 | 1–1 | 3–0 | 5–0 | 3–0 | 1–0 | 2–1 | 2–0 | 0–0 | 4–1 |     | 6–2 | 6–0 |
| Vosztok Öszkemen  | 0–4 | 2–2 | 1–3 | 1–0 | 2–1 | 3–1 | 1–2 | 1–0 | 1–0 | 1–3 | 0–2 | 1–2 |     | 1–0 |
| Zsetiszu          | 0–2 | 2–1 | 2–0 | 0–1 | 2–1 | 4–0 | 1–0 | 1–0 | 1–1 | 1–0 | 1–0 | 1–0 | 2–2 |     |

Utolsó felvett mérkőzés dátuma: 2009. november 2. 
Forrás: kff.kz (oroszul) 
1A hazai csapatok a bal oldali oszlopban szerepelnek.
Színek: Zöld = hazai győzelem; Sárga = döntetlen; Piros = vendéggyőzelem.
 

## A góllövőlista élmezőnye
Utolsó frissítés: 2009. november 2., forrás: Kazak Labdarúgó-szövetség (oroszul).
20 gólos
- Murat Tlesev (Aktöbe)
- Wladimir Baýramow (Tobil)

14 gólos
- Danilo Belić (Zsetiszu)

12 gólos
- Andrej Tyihonov (Lokomotiv Asztana)

11 gólos
- Szerhij Kosztyuk (Sahter)
- Konsztantyin Golovszkoj (Aktöbe)

10 gólos
- Gejszar Alekperzade (Tobil / Kazakmisz)
- Ivan Perić (Sahter Karagandi)

## Külső hivatkozások
- A Kazak Labdarúgó-szövetség oldala (oroszul)
- lyakhov.kz – A kazahsztáni labdarúgás oldala (oroszul)
- A kazak élvonal eredményei a soccerway.com-on (angolul)
- A kazak élvonal eredményei az uefa.com-on (angolul)